# Lúdentshæðir
Lúdentshæðir är kullar i republiken Island. De ligger i regionen Norðurland eystra, 280 km nordost om huvudstaden Reykjavík.